# Platynus longipes
Platynus longipes är en skalbaggsart som beskrevs av Thomas Casey. Platynus longipes ingår i släktet Platynus och familjen jordlöpare. Inga underarter finns listade i Catalogue of Life.